# Ferrari America
Ferrari 342/375/410 America är en sportbil, tillverkad av den italienska biltillverkaren Ferrari mellan 1951 och 1960.

## Bakgrund
America-modellerna var Ferraris supersportbilar för femtiotalet. Bilarna var dyra och såldes till företagets rikaste kunder. Från och med 250-modellen hade Ferrari fått fart på försäljningen, men America-vagnarna sålde ofta färre än tio exemplar årligen. Bilarna hade samma enkla chassi som Inter-vagnarna, men var försedda med fyrväxlad, helsynkroniserad växellåda.
Alla bilar försågs med individuella karosser från fristående karossmakare.

## Motor
America-vagnarna var försedda med den stora V12-motorn, som konstruerats av Aurelio Lampredi. Den hade tagits fram för att passa det nya Formel 1-reglementet från 1950, men Ferrari tyckte den passade även i företagets största landsvägsvagnar.
| Modell | Motor              | Cylindervolym | Effekt | Bränsle                    |
| ------ | ------------------ | ------------- | ------ | -------------------------- |
| 340    | 12-cyl V-motor ohc | 4102 cm³      | 220 hk | 3 st Weber 40DCF förgasare |
| 342    | 12-cyl V-motor ohc | 4102 cm³      | 200 hk | 3 st Weber 40DCF förgasare |
| 375    | 12-cyl V-motor ohc | 4522 cm³      | 300 hk | 3 st Weber 40DCF förgasare |
| 410    | 12-cyl V-motor ohc | 4962 cm³      | 340 hk | 3 st Weber 42DCF förgasare |

## 340 America
340:n var egentligen en tävlingsvagn och alla bilar hade jämna chassinummer och femväxlade växellådor. Men några barchettor från Vignale registrerades och användes för gatbruk.
Den totala produktionen av 340 America uppgick till 23 exemplar.
Se även:
- Ferrari 340 MM

## 342 America
1952 presenterades 342 America, som var en civiliserad landsvägsversion av 340 America. Den hade bland annat nedtrimmad motor och synkroniserad växellåda. Bilarna försågs med öppna och täckta karosser från Pininfarina och Vignale.
Produktionen uppgick till 6 exemplar.

## 375 America
1953 ersatte den större 375 America. Alla vagnar hade täckta karosser från Pininfarina och Vignale.
Produktionen uppgick till 12 exemplar.

## 410 Superamerica
Från 1955 byggdes 410 Superamerica, med den modernare framvagnen med skruvfjädrar från 250 GT. 410:n tillverkades i tre serier:
Serie I hade samma långa hjulbas som företrädaren 375. 13 bilar fick täckta karosser från Pininfarina, Ghia och Boano, en öppen kaross byggdes av Boano.
Serie II från 1956 hade 20 cm kortare hjulbas än serie I. 7 bilar byggdes, med täckta karosser från Pininfarina och Scaglietti.
Serie III från 1958 fick modifierad motor och växellåda. 12 bilar byggdes, alla med täckta karosser från Pininfarina.

### 410 Superfast
Pininfarina byggde två futuristiska karosser på den korta hjulbasen, kallad 410 Superfast. Den första bilen från 1956, baserad på ett serie I-chassi, hade en tävlingsmotor med bland annat dubbeltändning och gjorde verkligen skäl för namnet. Den andra bilen från 1957 hade ett standardchassi från serie II.
Totalt tillverkades 35 st 410-vagnar.

## Bilder

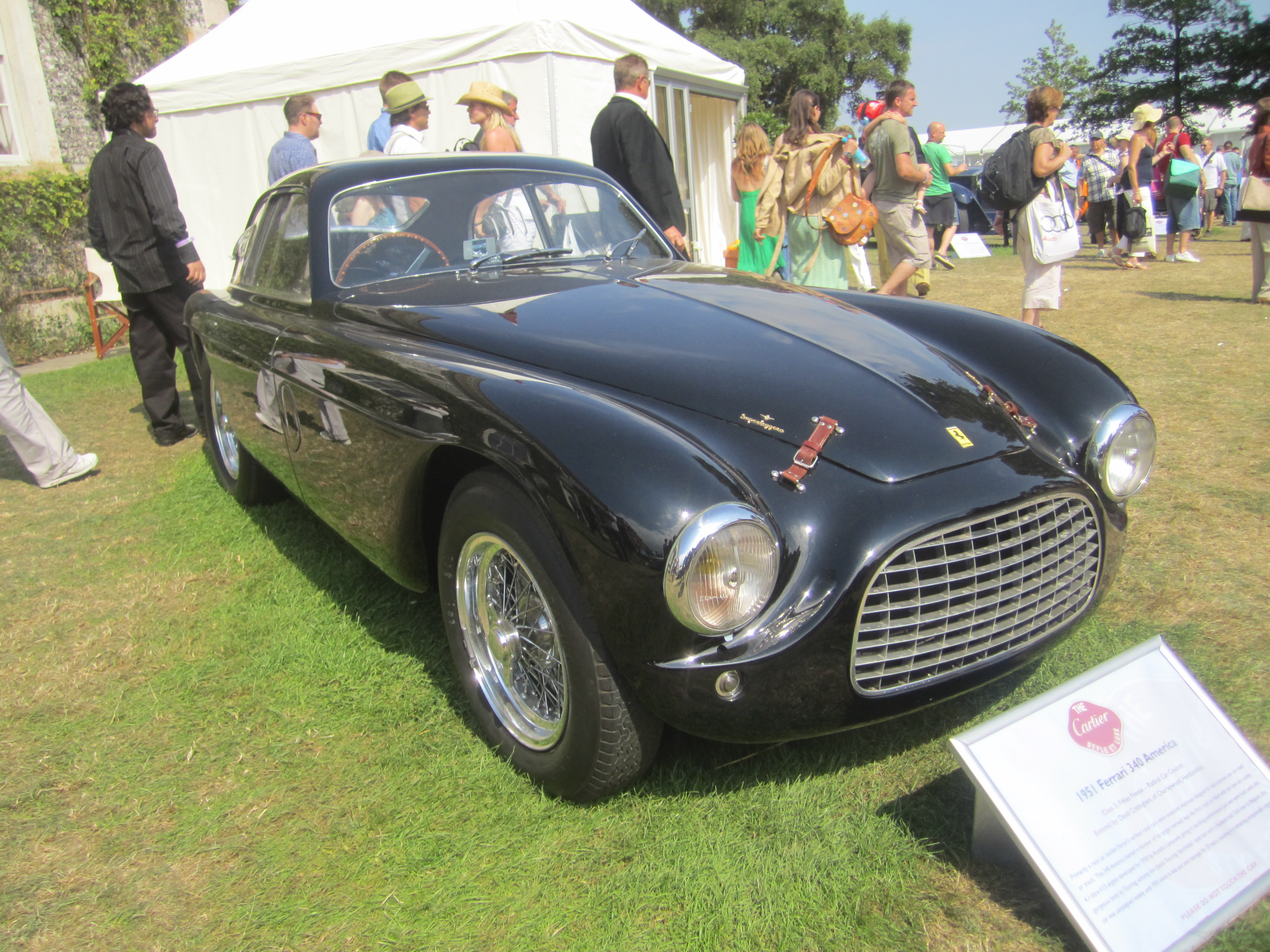
Ferrari 340 America
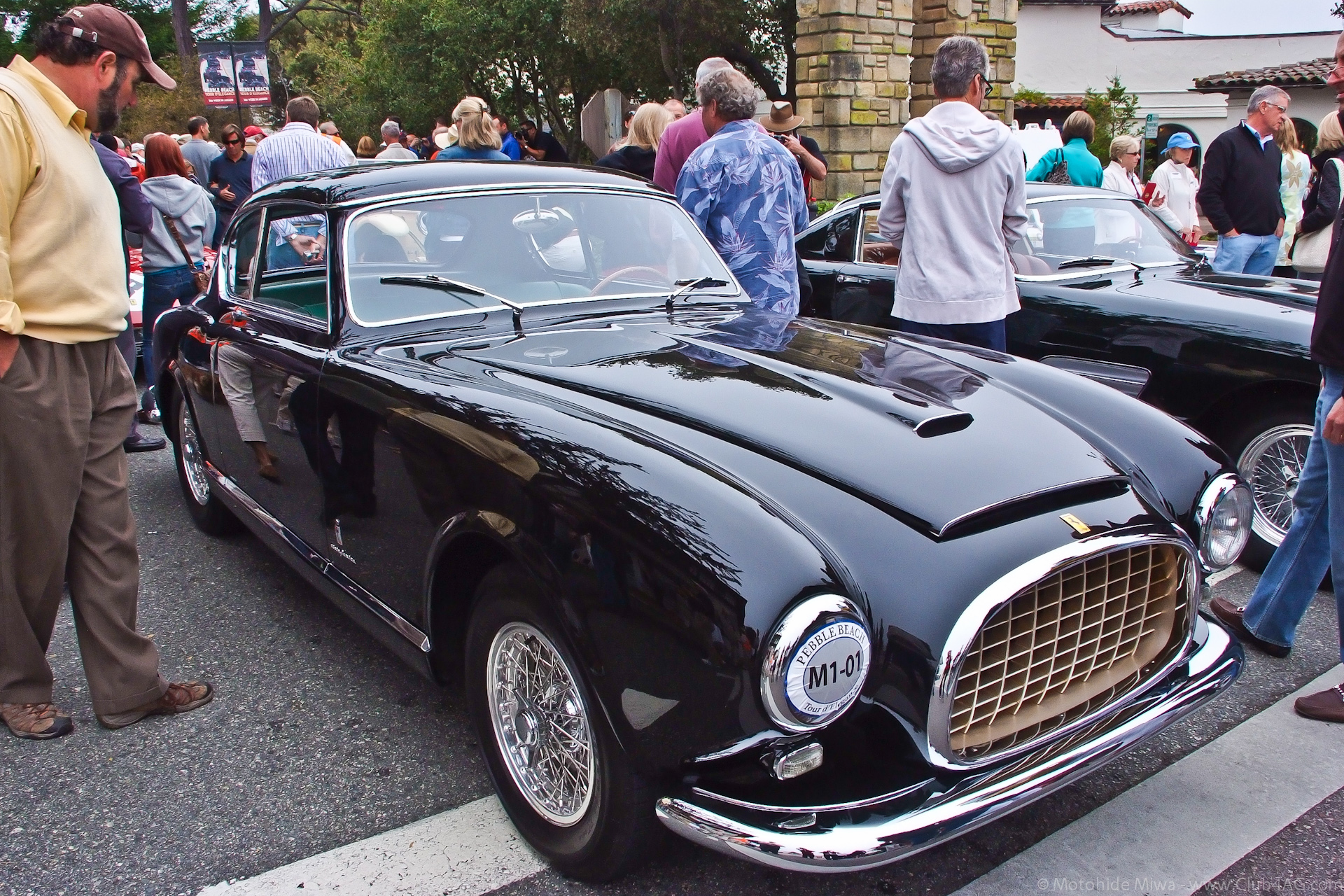
Ferrari 342 America
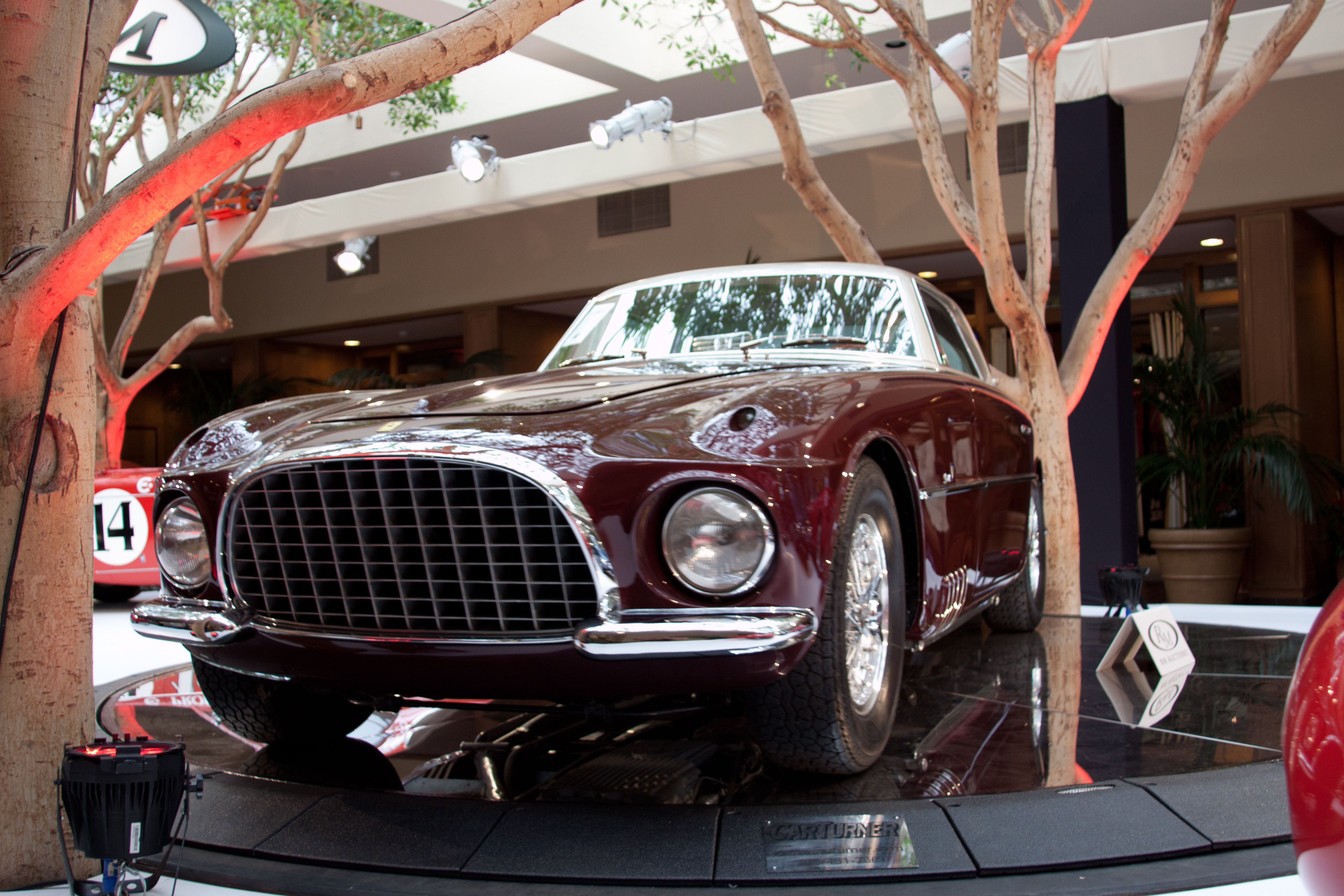
Ferrari 375 America
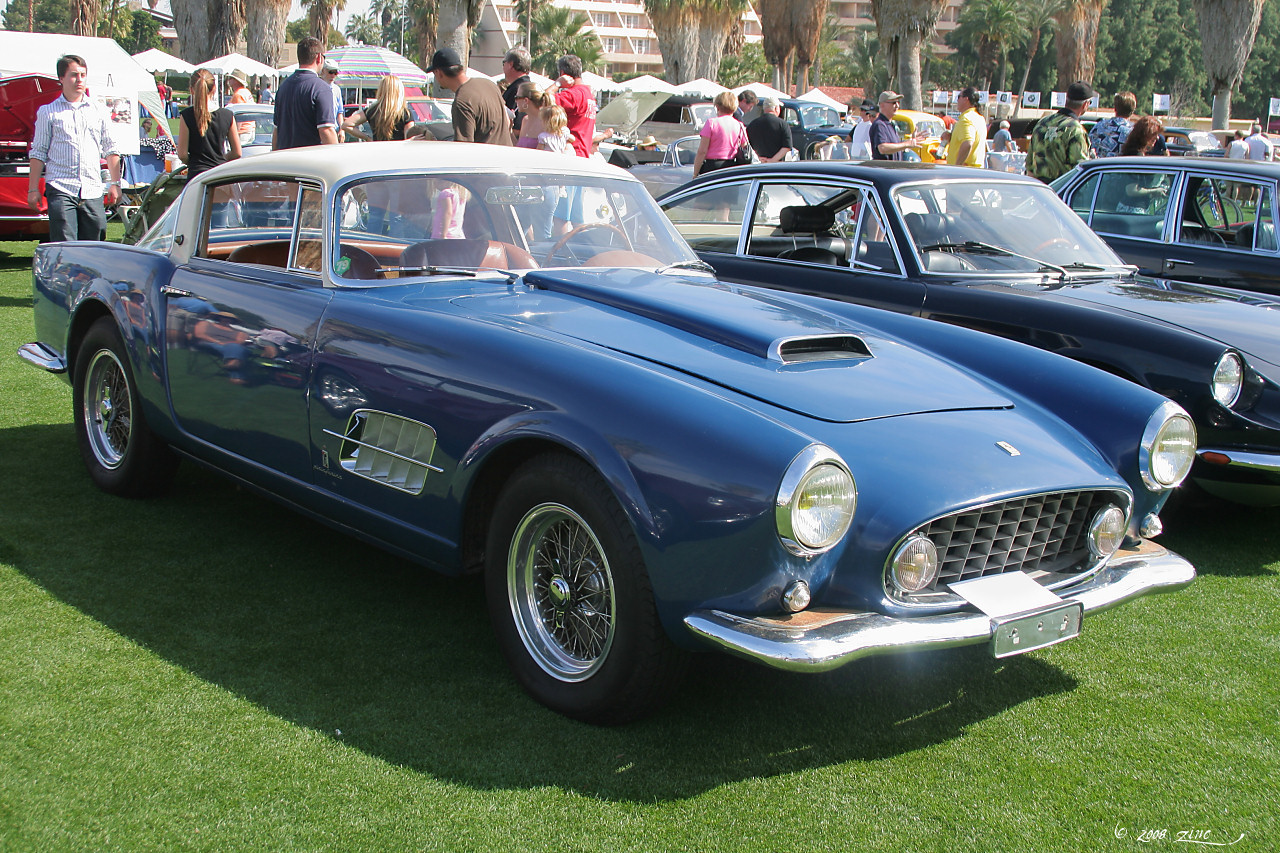
Ferrari 410 Superamerica
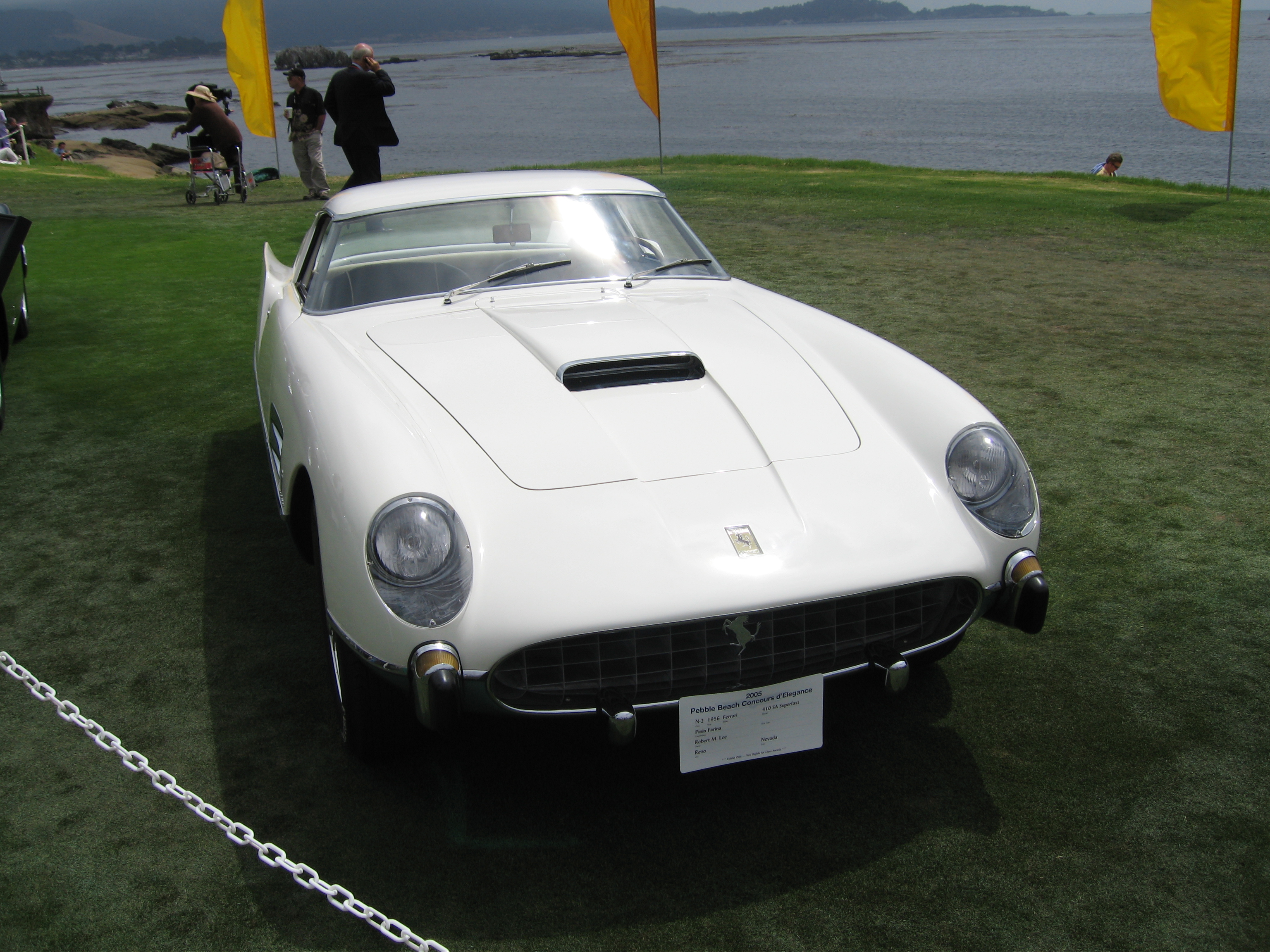
Ferrari 410 Superfast